# Jerome Robbins
Pour les articles homonymes, voir Robbins.
Œuvres principales
On the Town
Le Roi et Moi
West Side Story
Jerome Robbins (de son vrai nom Jerome Rabinowitz) est un danseur, chorégraphe, metteur en scène et réalisateur américain né le 11 octobre 1918 à New York et mort le 29 juillet 1998 à New York.

## Biographie
Issu d'une famille de juifs russes émigrés, il reçoit une formation très complète : début d'études universitaires de chimie à la New York University (qu'il doit abandonner pour raison financière), danse classique et moderne, cours de théâtre (notamment avec Elia Kazan), de piano et de violon.
Dès 1939, il se produit dans des comédies musicales chorégraphiées par George Balanchine et compose ses premières œuvres. Il entre en 1940 à l'American Ballet Theatre de New York comme soliste et, en 1944, il chorégraphie son premier ballet sur une musique de Leonard Bernstein, Fancy Free, qui lui vaut un énorme succès et lui ouvre les portes de Broadway et du cinéma : il coréalisera en 1961, avec Robert Wise, West Side Story qu'il avait déjà dirigé pour la scène quatre ans auparavant.
L'immense succès rencontré par certains de ses spectacles tels Look, Ma, I’m Dancin’ (1948), Call Me Madam (1950) ou encore The King and I en font l'un des chorégraphes majeurs de Broadway. En 1948, il rejoint Balanchine au New York City Ballet et en devient le directeur adjoint jusqu'en 1958, maître de ballet et co-maître de ballet aux côtés de Peter Martins (en) de 1983 à 1989 après la mort de Balanchine.
Il en démissionne peu après mais continue à diriger ses propres ballets comme Jerome Robbins’ Broadway qui regroupe certaines de ses chorégraphies les plus célèbres.
En 2018, l'Opéra de Paris lui rend hommage avec le ballet Hommage à Jerome Robbins en représentant notamment Fancy Free et Afternoon of a faun.

## Distinctions
- Commandeur de l'ordre des Arts et des Lettres

## Principales chorégraphies
- 1944 : Fancy Free (musique de Leonard Bernstein)
- 1944 : On the Town (musique de Bernstein)
- 1945 : Interplay
- 1946 : Facsimile  (musique de Bernstein)
- 1946 : Billion Dollar Baby
- 1947 : High Button Shoes
- 1951 : La Cage
- 1951 : Pied Piper
- 1953 : Afternoon of a Faun
- 1954 : Peter Pan (musique de Mark « Moose » Charlap, lyrics de Carolyn Leigh, livret adapté de la pièce-homonyme de J. M. Barrie (1904) et de sa nouvelle Peter and Wendy (1911))
- 1956 : Le Roi et Moi (musique de Richard Rodgers)
- 1956 : The Concert (or The Peril of Everybody)
- 1956 : Bells Are Ringing (musique de Jule Styne) (chorégraphie — avec Bob Fosse — et mise en scène)

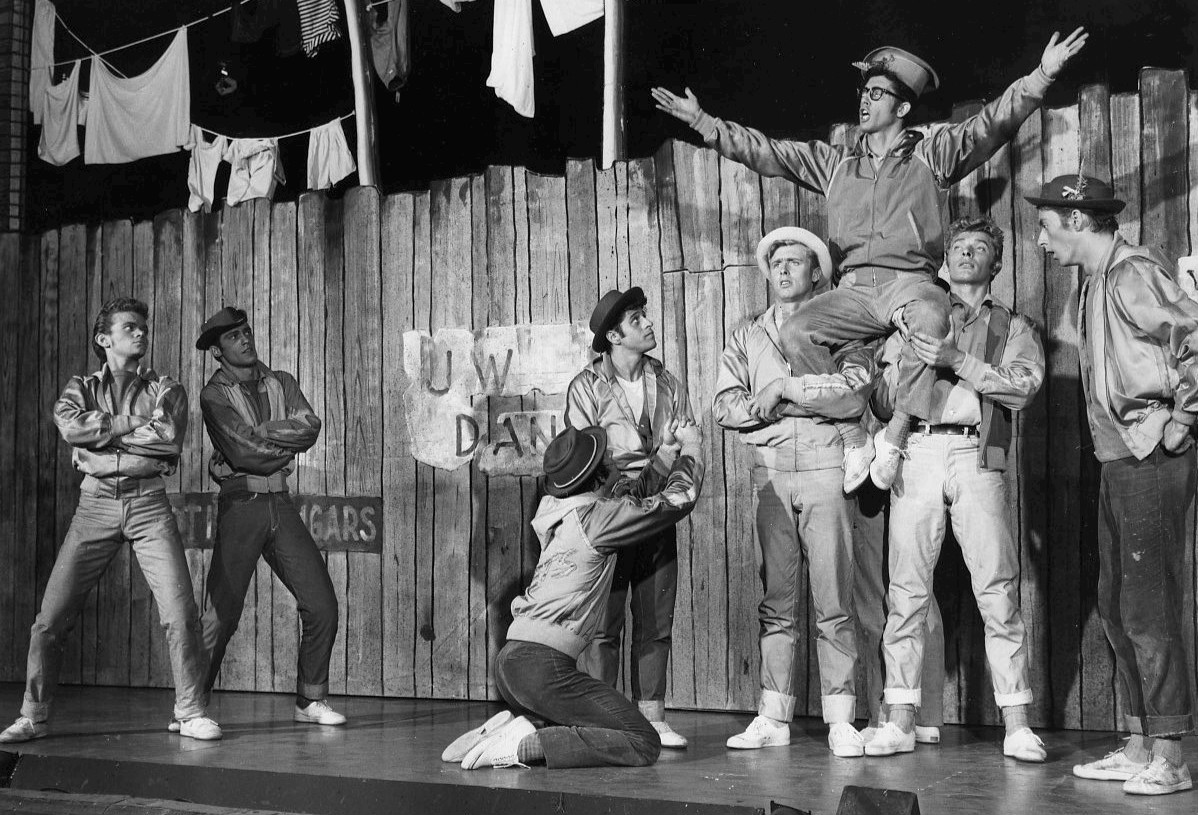
West Side Story, 1957.

- West Side Story, 1957.1957 : West Side Story (musique de Bernstein)
- 1958 : New York Export : Opus Jazz
- 1959 : Moves
- 1959 : Gypsy (Gypsy : A Musical Fable) (musique de Styne, lyrics de Stephen Sondheim) (chorégraphie et mise en scène)
- 1965 : Les Noces
- 1966 : Le Forum en folie (A Funny Thing Happened on the Way to the Forum) (musique de Stephen Sondheim) (non crédité)
- 1969 : Dances at a Gathering[2]
- 1970 : In the Night
- 1971 : Goldberg Variations
- 1974 : Dybbuk (musique de Leonard Bernstein)
- 1975 : En Sol
- 1979 : The Seasons
- 1980 : Other Dances
- 1983 : Glass Pieces
- 1984 : Antique Epigraphs

## Filmographie
- 1961 : West Side Story (Oscar du meilleur réalisateur en 1961)
- 1971 : Un violon sur le toit
- Plusieurs émissions et séries télévisées